# San Antonio del Maguey
San Antonio del Maguey är en ort i Mexiko.   Den ligger i kommunen San Felipe och delstaten Guanajuato, i den centrala delen av landet, 300 km nordväst om huvudstaden Mexico City. San Antonio del Maguey ligger 2 357 meter över havet och antalet invånare är 324.
Terrängen runt San Antonio del Maguey är kuperad åt sydost, men åt nordväst är den platt. Runt San Antonio del Maguey är det ganska glesbefolkat, med 31 invånare per kvadratkilometer. Närmaste större samhälle är Ocampo, 15,3 km väster om San Antonio del Maguey. Omgivningarna runt San Antonio del Maguey är i huvudsak ett öppet busklandskap.